# Fastship
 (janvier 2008).
Si vous disposez d'ouvrages ou d'articles de référence ou si vous connaissez des sites web de qualité traitant du thème abordé ici, merci de compléter l'article en donnant les références utiles à sa vérifiabilité et en les liant à la section « Notes et références ».
Fastship est un projet de liaison maritime rapide franco-américaine aujourd'hui suspendu. Elle devait consister à faire du porte à porte grâce à un service transatlantique maritime assuré par des navires porte-conteneurs rapides entre un port américain unique, Philadelphie, et un port unique du continent européen, Cherbourg.

## Porte-à-porte entre les États-Unis d'Amérique et la France
Fastship devait commencer son service transatlantique entre les ports de Philadelphie et Cherbourg à la fin 2010.
Le Fastship serait capable de traverser l'Atlantique en moins de 95 heures avec un seul chargement et déchargement effectué en moins de 6 heures c'est-à-dire le terminal des exportations et des importations en moins de 12 heures. Le temps de transit serait de sept jours entre les principaux centres industriels d'Europe de l'Ouest et l'Est et le Middle West des États-Unis.
L'utilisation de Philadelphie et Cherbourg permettrait d'éviter les encombrements aux États-Unis et dans d'autres ports européens. 

## Le navire
Un FastShip TG770 pourrait transporter 1432 EVP (conteneurs équivalents vingt pieds), chargés sur deux niveaux et uniquement en pont couvert. Il traverserait l'Atlantique en 3,5 jours, à une vitesse moyenne de 37,5 nœuds, avec une fiabilité de respect des délais de 98 %.
Le principe du navire est une coque en V semi-planante, en acier, d'une longueur de 265 m, d'une largeur de 40 m et d'un tirant d'eau de 10,50 m. Le système de propulsion est basé sur des techniques éprouvées : à la place des moteurs diesel utilisés pour les porte-conteneurs classiques, cinq turbines « géantes » actionnent chacune un hydrojet, avec des niveaux de performance jamais atteints.
L'innovation réside dans l'extrapolation de la taille des composants, leur utilisation maritime, et la puissance développée (250 MW, soit 340 000 chevaux). Par rapport à un moteur diesel, les turbines sont beaucoup plus fiables et moins encombrantes. Le navire a été agréé par la société de classification Det Norsk Veritas.

## Le terminal
Le terminal Fastship de Philadelphie, et le terminal Fastship de Cherbourg fonctionneront de la même façon, c'est-à-dire qu'ils seraient opérés avec des Container Platform Trains.

## Le marché
De nombreuses compagnies qui essayent d'optimiser leur chaîne logistique attendent d'une entreprise de transport qu'elle respecte les critères suivants :
- Fiabilité
- Fréquence
- Rapidité
- Coût

Fastship permettrait d'offrir aux différentes entreprises, la rapidité, la fiabilité, la fréquence sans oublier le coût.

En comparant les différents coûts et le temps du transit entre les divers modes de transports :
- Transport maritime : 28 jours pour un coût de 0,65
- Fastship : 7 jours pour un coût de 1
- Transport aérien : 5 jours pour un coût de 5 à 6
- Express aérien : 48h pour un coût de 10 à 16

La rapidité du transport en Fastship permet de faire des économies pour une meilleure utilisation des porte-conteneurs.